# Erythrolamprus andinus
Espèce
Synonymes
- Liophis andinus Dixon, 1983

Erythrolamprus andinus  est une espèce de serpents de la famille des Dipsadidae.

## Répartition
Cette espèce se rencontre au Pérou et dans le département de Cochabamba en Bolivie.

## Publication originale
- Dixon, 1983 : Systematics of Liophis reginae and L. williamsi (Serpentes, Colubridae), with a description of a new species. Annals of Carnegie Museum, vol. 52, no 6, p. 113-138.